# Andrei Olegowitsch Karginow

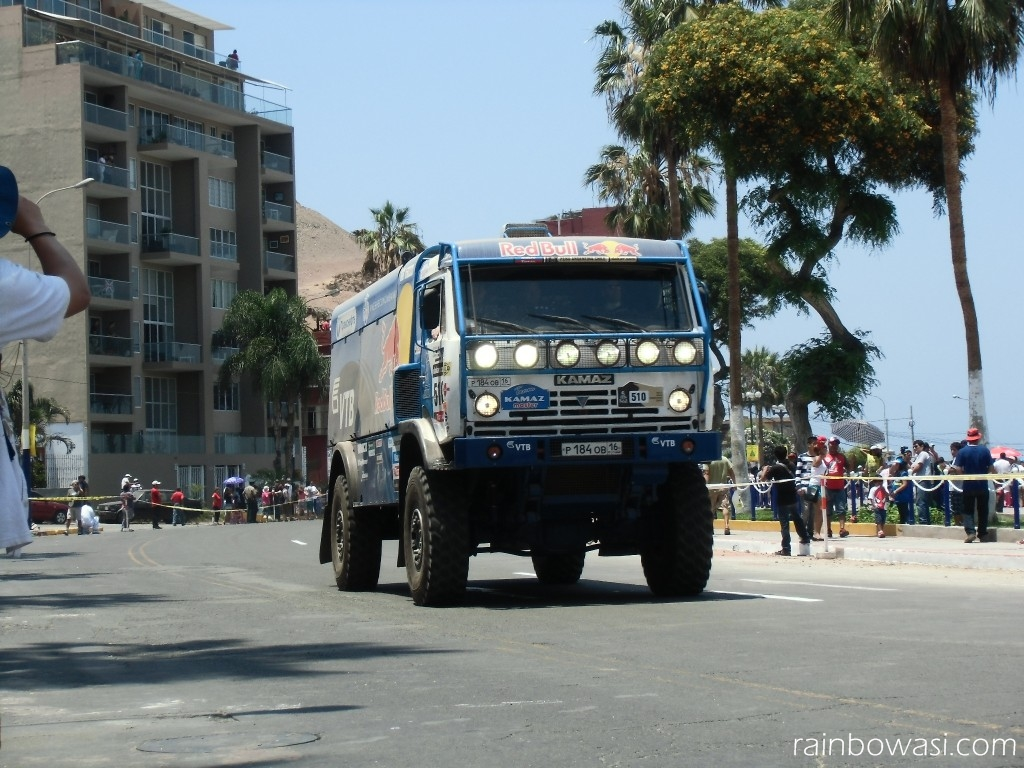
Karginow nach dem Start der ersten Etappe der Rallye Dakar 2019

Andrei Olegowitsch Karginow (russisch Андрей Олегович Каргинов, wiss. Transliteration Andrej Olegovič Karginov; * 23. Februar 1976 in Mirny, Jakutische Autonome Sozialistische Sowjetrepublik) ist ein russischer Rallyefahrer und Sieger des Africa Eco Race, der Silk Way Rally sowie zweifacher Sieger der Rallye Dakar in der Lkw‑Kategorie. Er fährt für das KAMAZ‑Master-Team.

## Karriere
Karginow begann, wie sein Teamkollege Eduard Nikolajew, als Jugendlicher in Nabereschnyje Tschelny mit dem Kartsport, wo er mehrere Male das Championat von Tatarstan gewann. Nach einem Studium an der Ingenieur‑ und Wirtschaftsakademie in Nischnekamsk bis 1998 wurde er 2005 als Ingenieur im KAMAZ-Werk eingestellt und kam 2006 als Mechaniker und Testfahrer ins KAMAZ‑Master-Team. Im selben Jahr fuhr er erste Rallyes als Mechaniker, ab 2007 als Fahrer. Ab 2010 nahm er unter anderem regelmäßig an der Rallye Dakar teil und gewann diese 2014 und 2020.

## Erfolge

### Mechaniker
- Rallye Dakar 2010: 5. Platz

### Fahrer
- Rallye Dakar 2012: 4. Platz
- Rallye Dakar 2013: 3. Platz
- Rallye Dakar 2014: 1. Platz
- Rallye Dakar 2015: 3. Platz
- Africa Eco Race 2017: 1. Platz
- Silk Way Rally 2018: 1. Platz
- Rallye Dakar 2020: 1. Platz
- Rallye Dakar 2021: 7. Platz
- Rallye Dakar 2022: 4. Platz